# 43 Armia (ZSRR)
43 Armia (ros. 43-я армия) – związek operacyjny Armii Czerwonej. 
Jesienią 1941 wchodziła w skład Frontu Rezerwowego dowodzonego przez marsz. Siemiona Budionnego.

## Dowódcy armii
- gen. por. Piotr Sobiennikow
- gen. por. Stiepan Akimow (od 10.10.1941[2]-17.10.1941)
- gen. mjr Konstantin Gołubiew (29.10.1941[3]–1944).
- gen. por. Afanasij Biełoborodow (w czasie operacji Bagration)[4]

## Struktura organizacyjna
Skład w październiku 1941 roku:
- 53 Dywizja Piechoty
- 149 Dywizja Piechoty
- 211 Dywizja Piechoty
- 222 Dywizja Piechoty
- 145 Brygada Pancerna
- 148 Brygada Pancerna

Skład w czerwcu 1944 roku:
- 1 Korpus Piechoty
- 60 Korpus Piechoty
- 92 Korpus Piechoty
- 1 Korpus Pancerny